# Tout le monde sont là !
Tout le monde sont là ! (Hail, Hail, the Gang's All Here! dans l'édition originale américaine) est un roman policier américain de Ed McBain, nom de plume de Salvatore Lombino, publié en 1971. C’est le vingt-cinquième roman de la série policière du 87e District.

## Résumé
L'équipe de nuit du 87e District a sur les bras la découverte d'un go-go dancer assassiné, une église incendiée dans le ghetto et une maison pleine de fantômes. 
Le quart de jour n'est pas en reste avec un hippie écrasé alors qu'il était couché, nu, sur le trottoir, deux voleurs meurtriers dissimulés sous des masques d'Halloween et un homme battu par quatre gars à l'aide de manches à balai. 
En somme, voilà un jour ordinaire de travail au 87e District, mais qui pourrait bien être le dernier pour l'un de ses flics...

## Éditions
Édition originale en anglais
- (en) Ed McBain, Hail, Hail, the Gang's All Here!, New York, Doubleday, 1971

Éditions françaises
- (fr) Ed McBain (auteur) et Madeleine Charvet (traducteur) (trad. de l'anglais), Tout le monde sont là ! [« Hail, Hail, the Gang's All Here! »], Paris, Gallimard, coll. « Série noire no 1478 », 1972, 191 p. (ISBN 2-07-048478-5, BNF 35146456)
- (fr) Ed McBain (auteur) et Madeleine Charvet (traducteur) (trad. de l'anglais), Tout le monde sont là ! [« Hail, Hail, the Gang's All Here! »], Paris, Gallimard, coll. « Carré noir no 421 », 1982, 184 p. (ISBN 2-07-043421-4, BNF 34672312)
- (fr) Ed McBain (auteur) et Madeleine Charvet (traducteur) (trad. de l'anglais), Tout le monde sont là ! [« Hail, Hail, the Gang's All Here! »], Paris, Gallimard, coll. « Série noire no 1478 », 1997, 234 p. (ISBN 2-07-049463-2, BNF 36170639)
  - Traduction révisée et augmentée.
- (fr) Ed McBain (auteur) et Madeleine Charvet (traducteur) (trad. de l'anglais), Tout le monde sont là ! [« Hail, Hail, the Gang's All Here! »], Dans 87e District, volume 4, Paris, Éditions Omnibus, 2000, 1040 p. (ISBN 2-258-05357-9, BNF 37184893)
  - Ce volume omnibus contient les romans La Rousse, Mort d'un tatoué, En pièces détachées, Tout le monde sont là !, Après le trépas, Le Sourdingue et Branle-bas au 87.

## Sources
- Jean Tulard, Dictionnaire du roman policier : 1841-2005. Auteurs, personnages, œuvres, thèmes, collections, éditeurs, Paris, Fayard, 2005, 768 p. (ISBN 978-2-915793-51-2, OCLC 62533410), p. 599 (Notice 87e District).